# Dusičnan skanditý
Dusičnan skanditý je anorganická sloučenina s chemickým vzorcem Sc(NO3)3.

## Výroba
Dusičnan skanditý lze připravit reakcí skandia s oxidem dusičitým.
{\displaystyle {\ce {Sc + 3N2O4 -> Sc(NO3)3 + 3NO}}}
Bezvodou sůl lze také získat reakcí chloridu skanditého s oxidem dusičitým. Bezbarvý tetrahydrát reakcí hydroxidu skanditého s kyselinou dusičnou.

## Vlastnosti

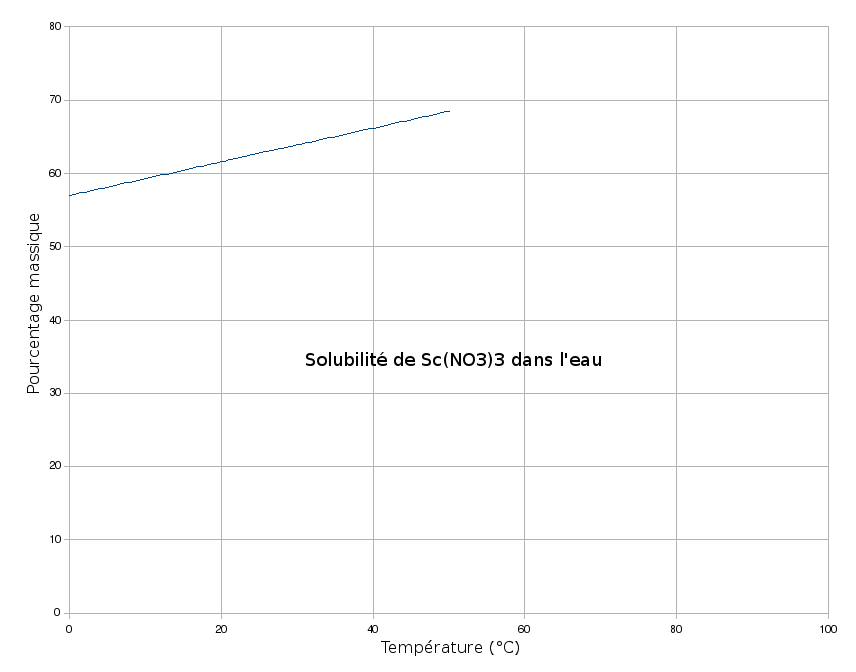
Rozpustnost dusičnanu skanditého ve vodě v závislosti na teplotě

Dusičnan skanditý je bílá pevná látka, která je rozpustná ve vodě a ethanolu. Ze sloučenin je známo několik hydrátů, jako dihydrát, trihydrát a tetrahydrát. Tetrahydrát a trihydrát mají monoklinickou krystalovou strukturu. Pokud je tetrahydrát zahříván na vzduchu, převede se na dihydrát při 50 °C.
- Rozkládá se při zahřívání:

{\displaystyle {\ce {4Sc(NO3)3\ \xrightarrow {300^{o}C} \ 2Sc2O3\ +12NO2\ +3O2}}}
- Krystalický hydrát se při zahřátí liší:

{\displaystyle {\ce {Sc(NO3)3\cdot 4H2O\ \xrightarrow {104-145^{o}C} \ Sc(NO3)2OH\cdot 3H2O\ +HNO3}}}
{\displaystyle {\ce {4(Sc(NO3)3\cdot 4H2O)\ \xrightarrow {>220^{o}C} \ 2Sc2O3\ +12NO2\ +3O2\ +16H2O}}}
- Reaguje se zásadami:

{\displaystyle {\ce {Sc(NO3)3\ +3NaOH\ \xrightarrow {} \ Sc(OH)3\downarrow +3NaNO3}}}
{\displaystyle {\ce {Sc(NO3)3\ +3NaOH\ \xrightarrow {100^{o}C} \ ScO(OH)\downarrow +3NaNO3\ +H2O}}}
- Reakce s uhličitany alkalických kovů:

{\displaystyle {\ce {Sc(NO3)3\ +2K2CO3\ +H2O\ \xrightarrow {} \ ScCO3(OH)\downarrow +3KNO3\ +KHCO3}}}